# Manche
La Manche (francès) o la Mànega (català)(50) és un departament francès situat a la regió de Normandia. Pren el nom en francès del canal de la Mànega.

## Història
Poblat en primer lloc pels gals, aquest territori fou envaït successivament per romans, bretons, i finalment, l'any 933, pels normands. L'annexió per part del regne de França no va tenir lloc fins al 1204.
El departament de la Mànega es creà durant la Revolució Francesa, el 4 de març de 1790, a partir del zona est de l'antiga província de Normandia. La prefectura o capital es fixà primerament a Coutances. Posteriorment, el 1796, la prefectura es traslladà a Saint-Lô. Coutances reprengué temporalment el seu rol de prefectura un cop finalitzada la Segona Guerra Mundial a conseqüència de la destrucció gairebé absoluta de Saint-Lô i fins a la reconstrucció d'aquesta última.